# Sparkasse Schülerliga

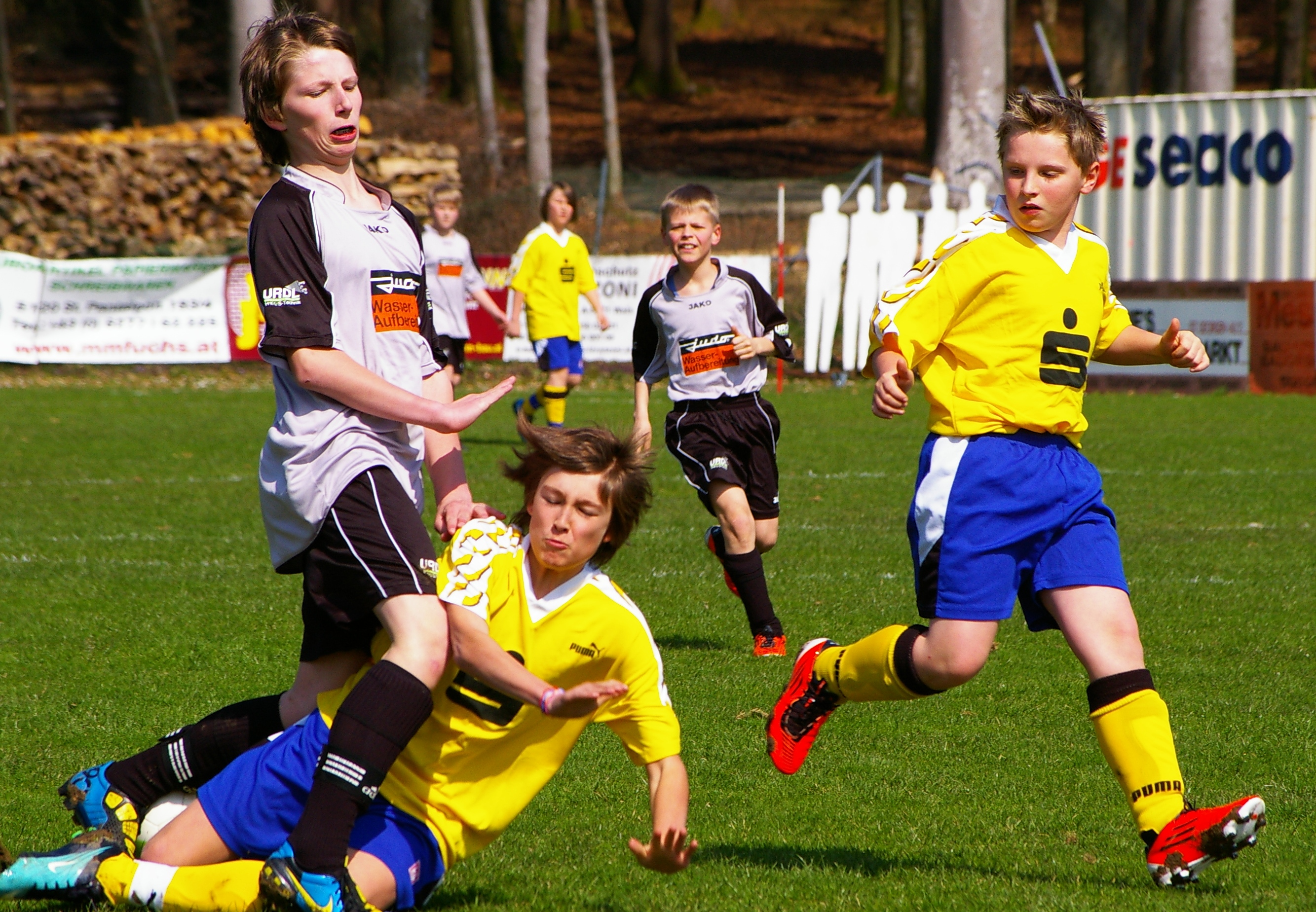
Ein Spiel der Sparkasse Schülerliga (Hauptschule St. Pantaleon gegen Hauptschule Friedburg) im Jahre 2011.

Die Sparkasse Schülerliga ist ein Fußballnachwuchsbewerb der österreichischen Schulen, der 1975 auf Initiative des damaligen österreichischen Nationaltrainers Leopold Šťastný ins Leben gerufen wurde. Die Schülerliga ist ein U-13-Bewerb und wird nach den ÖFB-Regeln für Fußballnachwuchs gespielt.
Bereits im ersten Jahr 1976 nahmen 463 Schulen in ganz Österreich an diesem Bewerb teil, eine Zahl, die im zweiten Bestandsjahr auf 756 Schulen gesteigert werden konnte. Das erste Finale fand im damals gerade neu eröffneten Weststadion statt. Das BRG Linz, Fadinger Straße, gewann gegen die HS Nenzing nach einem 2:2 mit 4:2 im Elferschießen. – Nach dem Vorbild der Schülerliga Fußball entstand 1977 auch eine Schülerliga Volleyball. Das dritte Finale 1978 in Salzburg war das mit 15.000 Zuschauern am besten besuchte, da die heimische Hauptschule Lehen im Finale stand. 1979 wurde Herbert Kolm einer der beiden Geschäftsführer und lenkt ohne Unterbrechung mehr als ein Vierteljahrhundert die Geschicke der Schülerliga Fußball. 1982 spielte im Finale vor 10.000 Zuschauern BRG Mattersburg gegen Wattens HS II, das Spiel endete 4:0. 1981 wurde das bisher einzige „Schülerligaländerspiel“ veranstaltet. Der Sieger der Bundesmeisterschaft, die Sporthauptschule Tulln, verlor gegen den Bayerischen Meister Leidersbach mit 0:1. Im Jahr 1983 nahmen 970 Schulteams am Bewerb teil, was bis heute unerreicht blieb. 1985 wurde der zehnjährige Bestand mit einem Festakt in der Salzburger Residenz gefeiert. Das Bundesfinale wurde aus diesem Anlass im Stadion Salzburg-Lehen ausgerichtet. 1992 besuchte der Initiator der Schülerliga, Leopold Stastny Leopold Šťastný, im Alter von 81 Jahren aus Kanada anreisend, sein letztes Finalspiel. 1995 konnte mit einem großen Festakt im Schloss Hohenems der 20-jährige Bestand gefeiert werden. 2000 konnte die Schülerliga ihren 25-jährigen Bestand feiern. 2001 wurde ein von Peter Elstner gestalteter Videofilm veröffentlicht und in der Publikation des ÖFB „100 Jahre Fußball in Österreich“ findet die Schülerliga in einem ausführlichen Artikel Berücksichtigung. Ab 2002 wurde ein offizieller Hallenbewerb ausgerichtet. Da Fair Play ein wichtiger Bestandteil des Schülerligagedankens ist, wird von einer Jury ein Preis an die fairste Mannschaft vergeben. In den Saisonen 2010 bis 2014 war die Praxis-NMS Salzburg, in dessen Reihen Nachwuchsspieler des FC Red Bull Salzburg standen, jeweils im Finale, das sie bis auf 2011 immer gewinnen konnten. 2015 gewann die bislang erfolgreichste Schule, die SHS Linz-Kleinmünchen, den Titel bereits zum bereits 7. Mal.
Besonderes Merkmal der Schülerliga ist/war auch, dass die am Finale teilnehmenden Mannschaften nebst ihren Sportlehrern/Trainern auch einen so genannten Promi-Betreuer zur Verfügung haben (gestellt erhalten haben). Die Final-Teams 1976, das BRG Linz und die HS Nenzing, wurden von Berti Vogts und Jupp Heynckes betreut. In der Folge waren es meist aktuelle oder ehemalige österreichische Fußball-Größen wie (u. a.) Josef Hickersberger, Kurt Jara, Friedl Koncilia, Hans Krankl, Willi Kreuz, Felix Latzke, Klaus Lindenberger, Manfred Linzmaier, Erich Obermayer, Bruno Pezzey, Herbert Prohaska, Robert Sara, Sepp Stering, Hermann Stessl und Kurt Welzl. Auch Teamchef Prof. Branko Elsner war einmal dabei. In der Saison 1997/98 kam es zu einem Sponsorenwechsel, denn die »Bank Austria« zog sich zurück, ab nun unterstützten – neben der »Erste Bank« und den regionalen Sparkassen – die »s Bausparkasse« und für 5 Jahre auch die »s Versicherung« den Hauptbewerb. Im Dezember 1999 wurde ein Maskottchen namens »Ollie« kreiert. Für 2001/02 konnte Hans Krankl für eine Werbekampagne gewonnen werden, der auf Plakaten und in einem Kurzfilm (als Trailer zu den Finalmatches) zu sehen war.
Im Laufe der Zeit wurden auch Technikbewerbe veranstaltet, vorerst als Einzelbewerb, dann für ein gesamtes Team. Analog zu den Buben wurde auch eine Schülerliga für Mädchen (Name: Post-Liga) initiiert.

## Sieger der Fußball-Schülerliga
| - 7 Siege SHS Linz-Kleinmünchen (OÖ) 1988, 1989, 1995, 1998, 2003, 2004, 2015 - 5 Siege SHS Graz-Bruckner (St) 1996, 1999, 2000, 2001, 2005 - 4 Siege Praxis-NMS Salzburg (S) 2010, 2012, 2013, 2014 - 2 Siege HS Güssing (B) 1978, 1984 - 2 Siege HS Trofaiach (St) 1990, 1994 - 2 Siege BG BRG BORG 22, Polgarstraße (W) 1997, 2008 - 1 Sieg BRG Linz (OÖ) 1976 - 1 Sieg HS Laa/Thaya (NÖ) 1977 - 1 Sieg HS Mittersill (S) 1979 - 1 Sieg Priv. Gymn. Strebersdorf (W) 1980 - 1 Sieg SHS Tulln (NÖ) 1981 - 1 Sieg BG/BRG Mattersburg (B) 1982 | - 1 Sieg HS Völs (T) 1983 - 1 Sieg BRG Völkermarkt (K) 1985 - 1 Sieg BG BRG 16, Schuhmeierplatz (W) 1986 - 1 Sieg BG BRG 2, Wohlmutstraße (W) 1987 - 1 Sieg BG BRG 14, Astgasse (W) 1991 - 1 Sieg SHS Wiener Neustadt (NÖ) 1992 - 1 Sieg HS Mattersburg (B) 1993 - 1 Sieg BG BRG Klagenfurt-Lerchenfeld (K) 2002 - 1 Sieg SMS 12, Hermann Broch-Gasse (W) 2006 - 1 Sieg SHS Weiz (St) 2007 - 1 Sieg SHS 1, Spittal a. d. Drau (K) 2009 - 1 Sieg BG/BRG/BORG Maroltingergasse (W) 2011 |

## Prominente Spieler, die in der Schülerliga spielten
| - David Alaba – Wien – FC Bayern München - Marcel Sabitzer – SHS Weiz 2007 – RB Leipzig - Julian Baumgartlinger – BRG BORG Salzburg 1999, 2001 – 1. FSV Mainz 05 - Sebastian Drga – Gymnasium der Diözese Eisenstadt – Rang 2 am 28. Juni 2008 beim Finale in Neusiedl; mit 14 Toren im Final-Turnier, davon alle drei im Endspiel bei der 3:5-Niederlage – stellt er einen neuen Torrekord auf, überbietet die von Roland Linz 1984 für die HS Trofaiach erzielten 11 Treffer - Lara Felix – BG/BRG/BORG Polgarstraße - Thomas Flögel – BG BRG 2, Wohlmutstraße – ehemals FK Austria Wien - Alexander Grünwald – BG BRG Lerchenfeld Klagenfurt – Finalsieg 2002 in Innsbruck - Alfred Hörtnagl – HS Matrei am Brenner – ehemals FC Wacker Innsbruck - Zlatko Junuzović – SHS Graz-Bruckner, Bundesmeister 2000 – Werder Bremen - Jürgen Kauz – BG BRG 2, Wohlmutstraße, Bundesmeister 1987 – ehemals LASK Linz - Veli Kavlak – BG BRG 15, Expositur Himmelhof, 3. Platz Bundesmeisterschaft 2001 – Beşiktaş Istanbul - Roman Kienast – SHS 10, Wendstattgasse 5/II 1996 – FK FK Austria Wien - Markus Kiesenebner – SHS Linz-Kleinmünchen; Rang 3 beim (verregneten) Finale 1991 in Hermagor (Kärnten) - Roland Kirchler – 1981–1983 an Bundesmeisterschaft teilgenommen – ehemals FC Wacker Innsbruck - Ümit Korkmaz – FHS 15, Selzergasse – Eintracht Frankfurt - Mateo Kovačić – SHS Kleinmünchen – LASK Linz (Nachwuchs), Dinamo Zagreb, Inter Mailand, Real Madrid, kroatisches Nationalteam - Dietmar Kühbauer – HS Mattersburg – ehemals SV Mattersburg - Christoph Leitgeb – SHS Graz-Bruckner, Bundesmeister 1996 und Finalist 1998 – FC Red Bull Salzburg - Jürgen Leitner – Finalsieger 1987 mit dem BG/BRG 2 Wien, Wohlmutstraße, in Linz – FK Austria Wien - Roland Linz – Bundesmeister 1994 mit HS Franz Jonas Trofaiach, wobei er mit 11 Toren einen Rekord aufstellt, der erst beim Finale 2008 (14 Tore durch Sebastian Drga) übertroffen wird – FK Austria Wien - Roman Mählich – ehemals SK Sturm Graz - Thomas Mandl – LASK Linz | - Marco Miesenböck – BG BRG Lerchenfeld Klagenfurt – Finalsieg 2002 in Innsbruck - Michael Mörz – HS Mattersburg, Zweiter beim Finale 1991 in Hermagor – Spieler beim SV Mattersburg - Rubin Okotie – BG BRG 15, Expositur Himmelhof – SK Sturm Graz - Patrick Osoinik – SHS 22, Bilgeristraße 1998 – ehemals Kapfenberger SV - Anton Pfeffer – ehemals FK Austria Wien - Heimo Pfeifenberger – ehemals SV Austria Salzburg - Emanuel Pogatetz – HIB Graz-Liebenau, 1995 als Tormann im Bundesfinale – Hannover 96 - Toni Polster – pG 10, Neulandschule – ehemals FK Austria Wien, 1. FC Köln, Borussia Mönchengladbach - Thomas Prager – SHS 22, Bilgeristraße 1998 – SK Rapid Wien - Gilbert Prilasnig – Bundesmeister 1985 mit dem BG BRG Völkermarkt – ehemals SK Sturm Graz - Sebastian Prödl – Werder Bremen - Hannes Reinmayr – ehemals SK Sturm Graz - Klaus Salmutter – SHS Graz-Bruckner, Bundesmeister 1996 – ehemals SK Sturm Graz - Jürgen Säumel – SK Sturm Graz - Markus Schopp – Finalist 1985 mit dem BG Graz, Oeverseestraße – ehemals SK Sturm Graz - Joachim Standfest – Bundesligameister Grazer AK - Roman Stary – ehemals FC Kärnten - Peter Stöger – ehemals FK Austria Wien - Martin Stranzl – SHS Güssing, Finalist 1992 – Borussia Mönchengladbach - Michael Streiter – HS Volders, Tirols Techniksieger 1978 – ehemals FC Tirol Innsbruck - Emin Sulimani – SHS Wels-Pernau 1999 – FC Admira Wacker Mödling - Robert Wazinger – HS Wattens – ehemals FC Tirol Innsbruck - Andreas Weimann – BG BRG 19, Billrothstraße 73, Landesfinalist 2004, Bundesmeister Technik 2002, 2003, 2004 – Aston Villa |